# Hanuman

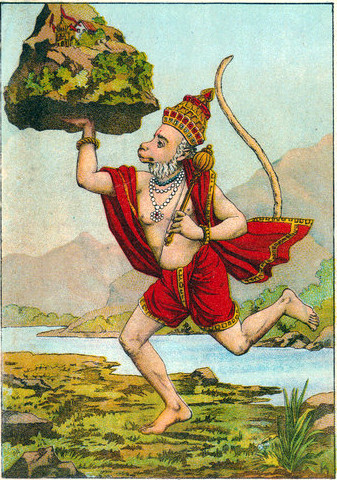
Hanuman eilt mit dem Kräuterberg zur Rettung des verletzten Lakshmana, des Bruders von Rama. Lithographie von Raja Ravi Varma, 19. Jahrhundert

Hanuman (Sanskrit हनुमान् IAST Hanumān [ˈhʌnʊmɑːn]) ist eine hinduistische Gottheit mit der Gestalt eines Affen. Er ist der Sohn der Apsara Anjana und des Windgottes Vayu, anderen Legenden zufolge der Sohn von Shiva. Im Epos Ramayana tritt er als treuer Helfer des Gottes Rama auf. Heute gehört Hanuman zu den populärsten Hindu-Göttern.

## Namen
Der Name Hanuman (हनुमान् Hanumān) stammt aus dem Sanskrit, der klassischen Sprache des Hinduismus. Die Form Hanuman ist der Nominativ Singular des Wortstammes Hanumat (हनुमत्) bzw. Hanumant (हनुमन्त्). In die modernen Sprachen ist der Name in seiner Nominativform übernommen worden. In der westlichen Forschungsliteratur wird aber bisweilen auch Hanumat oder Hanumant als Name verwendet, da im Sanskrit konventionell der Wortstamm die Nennform ist.
Hanuman bedeutet auf Sanskrit wörtlich „Kinnbacken habend“. Zu dem Namen existiert eine Erklärungssage, die im vierten Buch des Ramayana wiedergegeben wird: Hanuman habe sich als Kind den Zorn des Gottes Indra zugezogen, als er versuchte, die Sonne zu fangen; Indra habe wutentbrannt seinen Donnerkeil auf Hanuman geschleudert, woraufhin dieser auf einen scharfkantigen Felsen fiel und sich den Kiefer spaltete. Vorgeschlagen worden ist aber auch eine Herleitung des Namens Hanuman von einem dravidischen Ausdruck für „männlicher Affe“ (vgl. Tamil ஆண் மந்தி āṇ manti), der später sanskritisiert und volksetymologisch umgedeutet worden sei.
Wie alle wichtigen Hindu-Götter besitzt Hanuman eine Vielzahl von Beinamen. Überregional geläufig ist der Beiname Balaji (बालाजी „der Kräftige“ oder „der Mächtige“); regional sind es Beinamen wie Mahavir (महावीर Mahāvīr „großer Held“) und Bajrang Bali (बज्रांग बली Bajrāṅg Balī „kristallgliedriger Starker“) im Hindi-Sprachraum Nordindiens, Maruti (मारुति Māruti „Sohn des Windes“) in Maharashtra und Anjaneya (अञ्जनेय Añjaneya „Sohn der Anjana“) in Südindien.

## Magische Kräfte(siddhi)
Hanuman wird oft mit verschiedenen Siddhi (magischen Kräften oder Fähigkeiten) in Verbindung gebracht. Er ist schnell wie der Wind, hat die Kraft, Berge und Wolken auszureißen, ist groß wie die Berge, hat eine Stimme wie der Donner und kann fliegen. Wenn Hanuman durch die Lüfte fliegt, rauscht es dabei. Er verfügt über die Siddhi, seine Gestalt nach Belieben zu verkleinern, zu vergrößern oder zu verändern.
Viele Mythen handeln von seinen Streichen, die Hanuman in seiner Jugend gespielt haben soll, und seiner riesigen Kraft, der er sich oft nicht richtig bewusst ist. Im Grunde ist er ein zutiefst gutmütiger, wenn auch etwas unbedachter und tollpatschiger Gott. Die Rishis (Weisen) im Wald, nach anderen Versionen der Gott Indra, mussten ihn über seine gewaltige Kraft und Verantwortung, richtig mit ihr umzugehen, belehren.
Die in Indien lebenden Hanuman-Languren sind nach dem Affengott benannt und werden seinetwegen als heilig verehrt. Sie gelten als seine Inkarnationen, genießen deshalb in Indien eine große Narrenfreiheit und werden von vielen Tempelbesuchern gefüttert.

## Hanuman im Ramayana
Hanumans Verehrung ist eng mit der Anbetung Ramas verbunden und im Ramayana, dem Epos mit der Geschichte dieses wichtigen Gottes, spielt er eine zentrale Rolle. Er ist der General eines Affenheeres seines Königs Sugriva. Als Verkörperung des hingebungsvollen Dieners, grenzenloser Loyalität und übermenschlicher Kraft tritt er immer wieder als Helfer und Retter seines Herrn und dessen Familie auf.

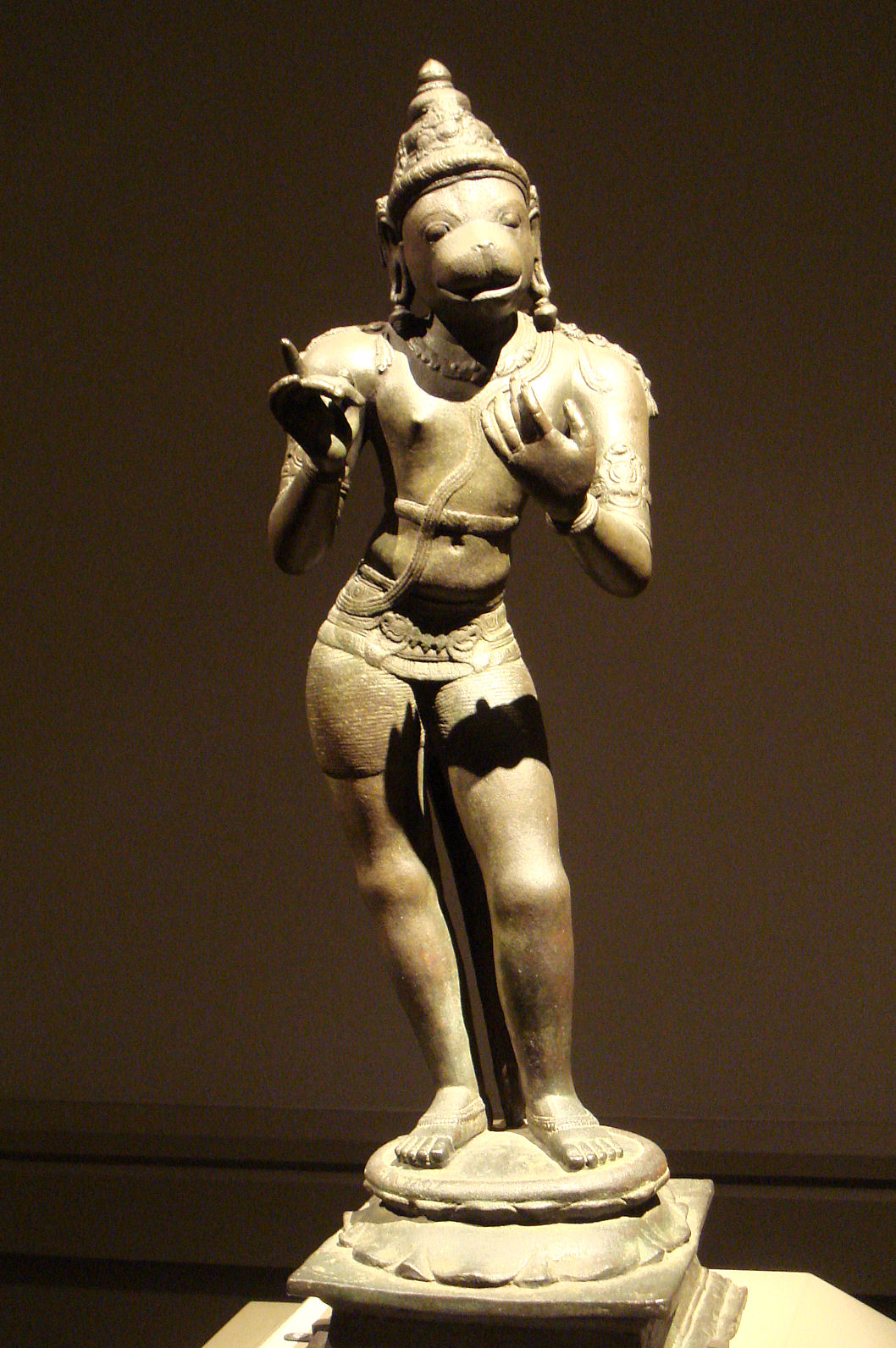
Chola-Bronze Hanumans (11. Jahrhundert)

Der Dämon Ravana hatte Sita, die Gemahlin Ramas, nach Lanka entführt, und Rama konnte sie nur mit Unterstützung von Hanuman und seinem Heer befreien. Hanuman ist der erste, der Sitas Aufenthaltsort findet. Dabei springt Hanuman mit einem Satz nach Lanka, um Sita zu befreien. Diese weigert sich jedoch, trotz eines Rings als Erkennungszeichen, den Rama ihm gab, mit ihm zu gehen, da sie Rama treu bleiben und seine Ehre nicht gefährden will. Hanuman schlägt Rama daher vor, eine Brücke aus Steinen zu bauen, über die die Affen hinübergelangen können. Unterwegs wird Hanuman von einer im Wasser lebenden Dämonin angegriffen, die seinen Schatten verschluckt, sodass Hanuman sich endlos vergrößert und sie so zwingt, ihn wieder auszuspucken. Im Kampf gegen das Dämonenheer des Ravana wird Hanuman der Schwanz angezündet. Doch der Gott kämpft trotzdem weiter und setzt mit seinem peitschenden Schwanz die Stadt Lanka in Brand. Der Feuergott Agni heilte später seine Wunden. Er flog zum Himalaya und riss einen Berg mit Heilkräutern aus, um die auf dem Schlachtfeld liegenden Verwundeten zu verarzten.

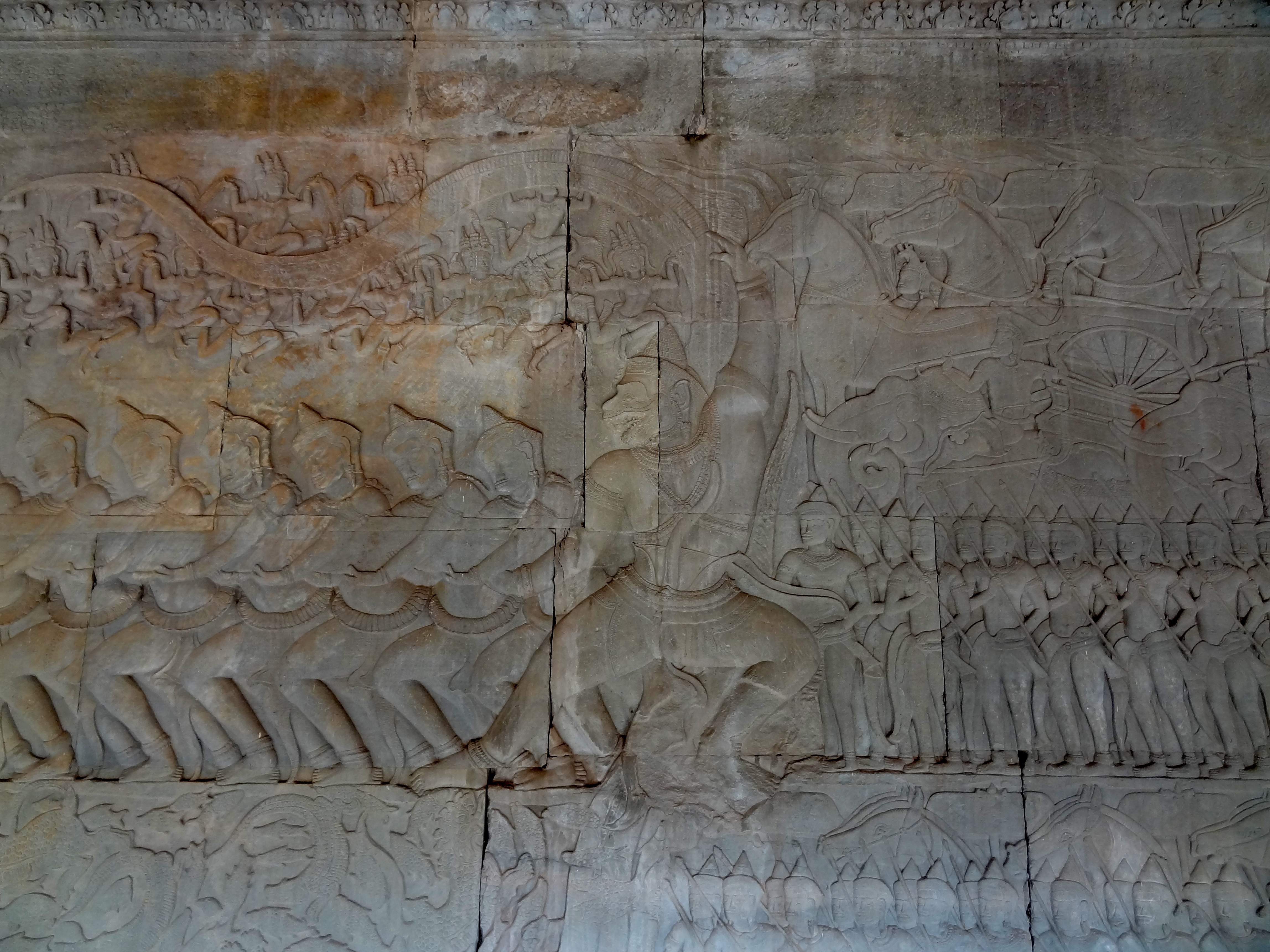
Hanuman und andere Götter beim hinduistischen Schöpfungsmythos des „Quirlens des Milchozeans“ (Darstellung in Angkor Wat, 12. Jahrhundert)

Als Dank für Hanumans Unterstützung und treue Dienste verleiht Rama Hanuman später die Unsterblichkeit. Als Sugriva mit seinen Affen aufbricht, entschließt sich Hanuman dazu, für immer bei Rama zu bleiben. Er bestraft alle, die Rama beleidigen oder entehren. Dem Ramayana zufolge kann niemand Hanuman an Kraft, Sanftmut und Klugheit übertreffen. Er verkörpert den Idealtyp des Dieners und steht für Treue, Hingabe und Gehorsamkeit gegenüber dem Herrn. Er ist der treue Freund und Verehrer Ramas.
In jedem Ramatempel befindet sich auch eine Statue von Hanuman. Sein wichtigster Feiertag ist Hanuman Jayanti, was als sein Geburtstag gilt und nach dem hinduistischen Mondkalender im März/April gefeiert wird. Viele Gläubige besuchen einen Tempel, bestreichen sein Bildnis mit roter Pulverfarbe (Sindur) und schmücken es mit Blüten. Man singt die populäre Hymne Hanuman Chalisa und liest dem Publikum Geschichten aus dem Ramayana vor.
Im 7. Buch des Sanskritepos Ramayana erzählt der Seher (Rishi) Agastya dem aus Lanka zurückgekehrten Rama von der Kindheit Hanumans und wie er zu seinem Namen kam: Einst sprang der hungrige kleine Hanuman in Abwesenheit seiner Mutter Anjana zur Sonne empor, weil er sie für eine große Frucht hielt. Gleichzeitig kam jedoch Rahu, der mythische Dämon der Sonnenfinsternis, um die Sonne zu verschlingen, worauf Indra auf seinem Reitelefanten Airavata einschritt. Hanuman hielt nun den Elefanten für eine Frucht und lief darauf zu. Daraufhin warf Indra seinen Donnerkeil (vajra) nach ihm und der Kleine stürzte. Dabei brach er sich an einem Berg seinen Kiefer- oder Backenknochen (sanskrit 'hanu', daher sein Name). Vayu, der Windgott und Vater Hanumans, brachte den leblosen Leib des Affenkindes zu Indra, der ihn wiederbelebte. Die Götter schenkten ihm Gaben wie Unverwundbarkeit und immerwährende Gesundheit, und Brahma prophezeite das Ende des Dämonen Ravana mithilfe von Hanuman an der Seite Ramas.
Die diversen Fassungen des Ramayana und mehrere Puranas erzählen unterschiedliche Versionen dieser Geschichte.

## Familie
Als ewiger Junggeselle lebte Hanuman ohne Angehörige. Auf recht mysteriöse Weise wurde ihm jedoch ein Sohn mit Namen Makardhwaja geboren.

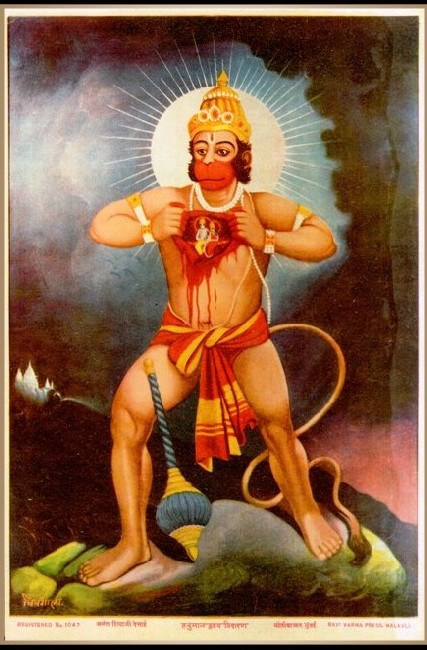
Hanuman zeigt Rama sein Herz.

## Darstellungen
Mittelalterliche Darstellungen Hanumans sind selten; in ihnen wird er stets ohne Attribute (Waffen etc.) gezeigt. Neuzeitliche Darstellungen sind weitaus häufiger. Die bekanntesten zeigen ihn mit einem Kopf, (nur) zwei Armen und einem langen Affenschwanz. Normalerweise hat er ein Affengesicht und einen muskulösen, großen menschlichen Körper. Aber auch in verschiedenen anderen Formen ist er bekannt, etwa mit zehn Armen und fünf Köpfen (Garuda, Varaha, ein Pferd und ein Löwe, welche Avatare von Vishnu verkörpern). Er ist von gelber Körperfarbe, hat ein rotes Gesicht und trägt oftmals eine Keule (gada) als Waffe in der linken Hand sowie einen Berg in der rechten. Weit verbreitet sind neuere Darstellungen, auf denen Hanuman in seinem geöffneten Herzen ein Bild von Rama und Sita trägt.